# Tumbulgum
Tumbulgum – miasto w Australii, w stanie Nowa Południowa Walia.